# Dicer

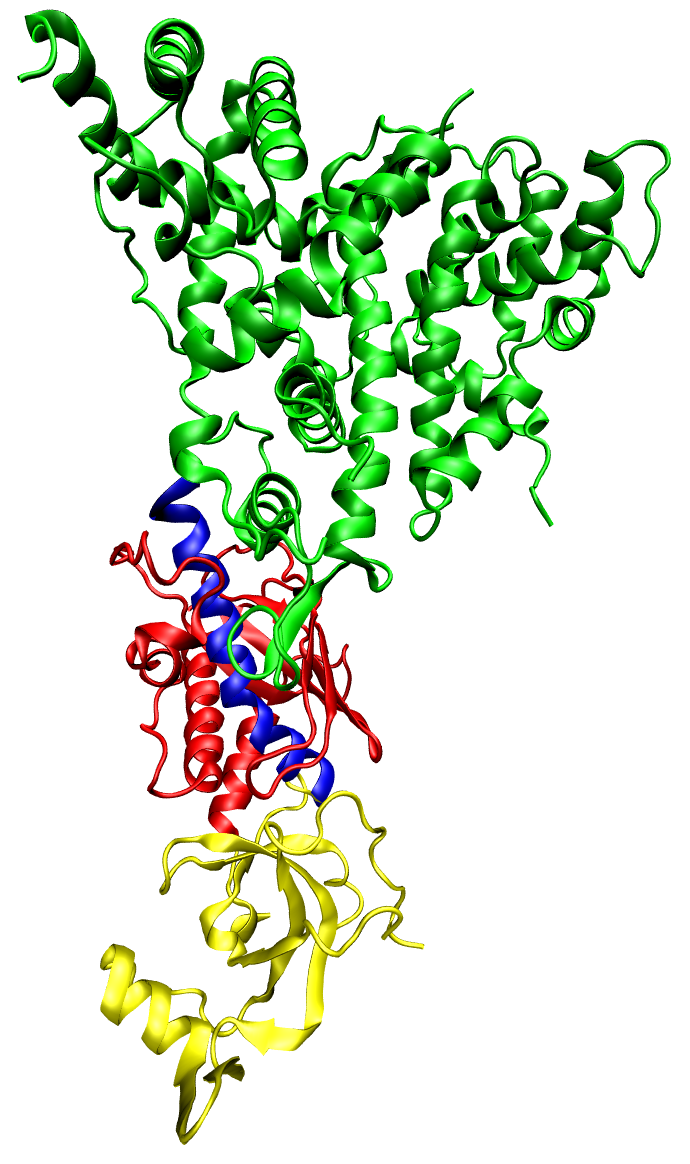
Representação gráfica de uma molécula da enzima Dicer de um protozoário da espécie Giardia intestinalis.

Dicer é uma enzima nuclease que cliva moléculas de RNA dupla fita (dsRNA). A atividade enzimática da Dicer é responsável pela formação de miRNAs e de siRNA: dois tipos de pequenas moléculas de RNA envolvidas em mecanismos de RNA de interferência (RNAi).